# Дворакі-Стаські
Дворакі-Стаські (пол. Dworaki-Staśki) — село в Польщі, у гміні Соколи Високомазовецького повіту Підляського воєводства.
Населення — 96 осіб (2011).
У 1975-1998 роках село належало до Ломжинського воєводства.

## Демографія
Демографічна структура станом на 31 березня 2011 року:
|          | Загалом | Допрацездатний вік | Працездатний вік | Постпрацездатний вік |
| -------- | ------- | ------------------ | ---------------- | -------------------- |
| Чоловіки | 46      | 6                  | 33               | 7                    |
| Жінки    | 50      | 7                  | 29               | 14                   |
| Разом    | 96      | 13                 | 62               | 21                   |